# گلیکوپروتئین شبه‌میلین
گلیکوپروتئین شبه‌میلین (Myelin-associated Glycoprotein) با نام اختصاری MAG یک گلیکوپروتئین در غشای سلولی و عضوی از خانوادهٔ پروتئینهای SIGLEC است. (پروتئین‌های SIGLEC ایمنوگلوبولینهای سطح سلولی هستند که به اسید سیالیک متصل می‌شوند). MAG به‌عنوان لیگاند عملکردی رسپتور Nogo66(Ngr) مطرح است، یعنی به عنوان لیگاند، روی رسپتور Nogo66 می‌نشیند و باعث فعال شدن رسپتور می‌شود. MAG، گلیکوپروتئینی است که در میلین‌سازی در طول دورهٔ ترمیم عصب نقش مهمی ایفا می‌کند.